# Werner Finck

Werner Finck etwa 1929 (oder früher; Fotografie von Alexander Binder)

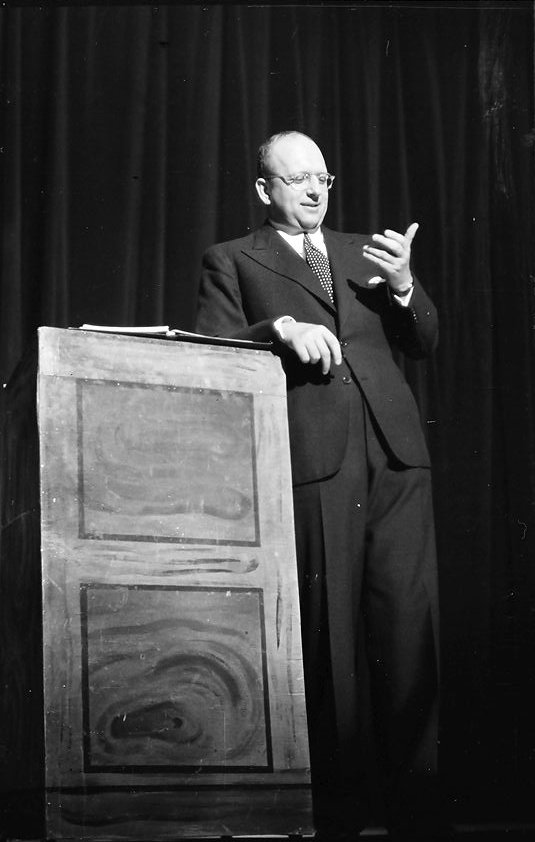
Finck 1937 im Kabarett der Komiker

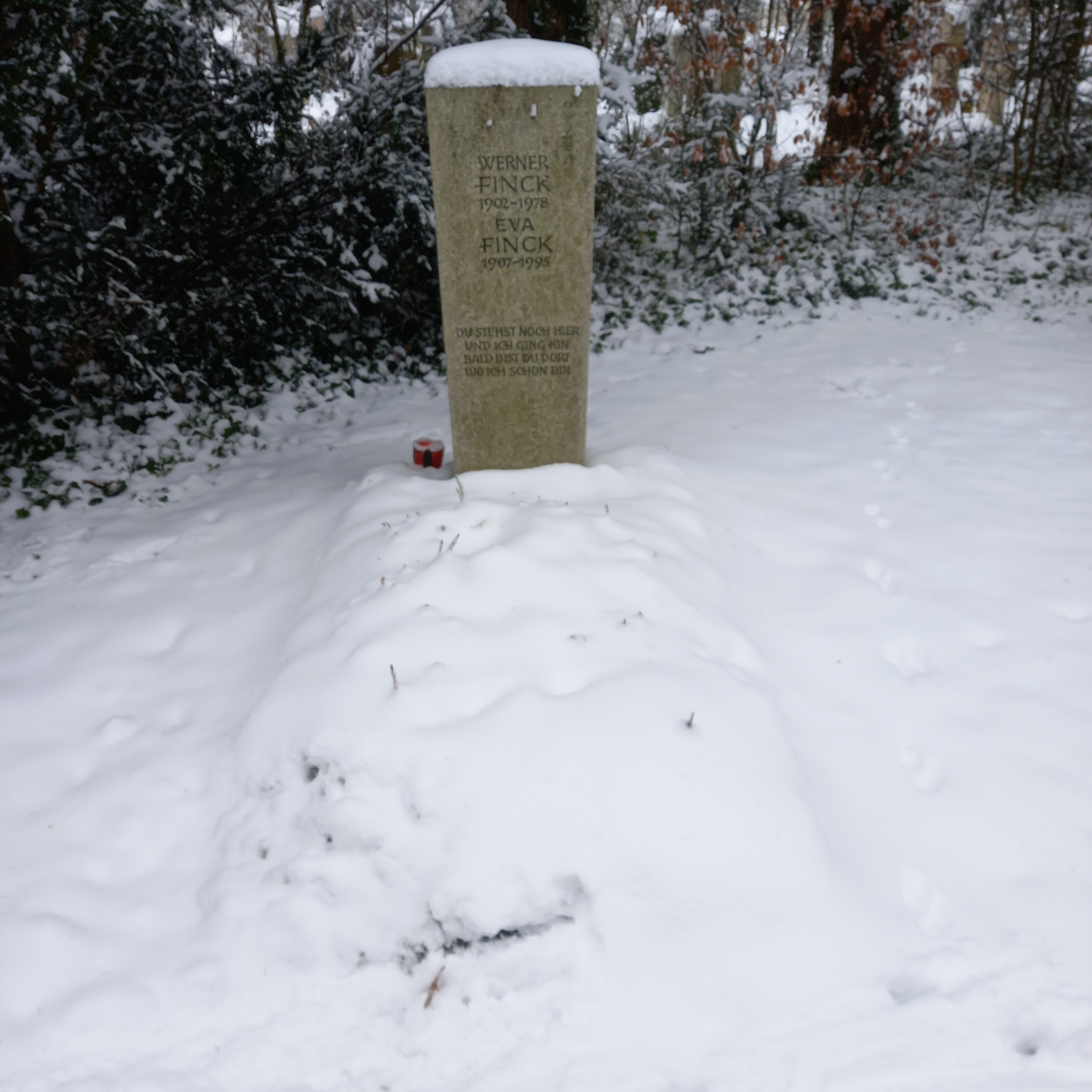
Das Grab von Werner Finck und seiner Frau Eva auf Waldfriedhof München

Werner Paul Walther Finck (* 2. Mai 1902 in Görlitz; † 31. Juli 1978 in München) war ein deutscher Kabarettist, Schauspieler und Schriftsteller.

## Leben

### Herkunft und Anfänge als Schauspieler
Werner Finck wurde als Sohn des Apothekers Botho Finck geboren und besuchte Gymnasien in Görlitz und Hirschberg, ohne das Abitur abzulegen. Später bestand er die Aufnahmeprüfung für die Kunstschule in Dresden.
In verschiedenen Laienspielgruppen machte er erste Theatererfahrungen. Mehrere Versuche, im Journalismus den Berufseinstieg zu finden, scheiterten. Sein erstes Engagement als Schauspieler hatte er am Theater von Bunzlau und danach in Darmstadt, wo er über unbedeutende Nebenrollen nicht hinauskam, aber gleichzeitig sein komisches Talent entdeckt wurde. 1928 kam er nach Berlin, wo er mit Hans Deppe das Kabarett Die Katakombe gründete und leitete. Erich Kästner, Theo Lingen, Rudolf Platte und Kurt Tucholsky schrieben für den Conférencier die satirischen Texte.

### Katakombe, Lagerhaft und Berufsverbot
Mit der Machtübernahme der Nationalsozialisten wurden die Vorstellungen der Katakombe regelmäßig von Spitzeln der Nazis besucht. „Sie waren hellhörig und begriffen schnell. Immer, wenn besonders schallend gelacht oder stürmisch applaudiert wurde, wussten sie sofort: ‚Aha, da war was!‘“ Fincks Programme waren voller Wortwitz und Wortspiele, wie beispielsweise in dem (gefährlichen) Sketch über die von ihm vermeintlich gepflanzte Hitler-Eiche: „Vor ein paar Monaten war sie noch ganz klein, gerade bis zu meinen Knöcheln, dann reichte sie mir bis an die Knie, und jetzt steht sie mir schon bis zum Hals.“
Finck nahm in seinen Darbietungen nie ein Blatt vor dem Mund, immer war ihm klar, dass es Spitzel der Gestapo im Zuschauerraum gab, die eifrig das mitschrieben, was er zum Besten gab. Zur Gaudi seines Publikums wandte er sich wie folgt direkt an diese Schergen: „Spreche ich zu schnell? Kommen Sie mit? Oder – muss ich mitkommen?“
Als die Katakombe zwischendurch einmal seitens der NS-Zensur geschlossen war, kommentierte dies Finck nach deren Wiedereröffnung vieldeutig: „gestern war die Katakombe zu, aber heute sind wir wieder offen und wenn wir morgen zu offen sind, sind wir übermorgen wieder zu.“
Das Kabarett wurde auf Anordnung von Joseph Goebbels im Sommer 1935 geschlossen. Anlass war ein Sketch, der bei einem Schneider spielt, dessen Kunde beim Maßnehmen für einen neuen Anzug den rechten Arm heben muss. Finck wurde unter dem Vorwurf eines „Vergehens gegen das Heimtückegesetz“ verhaftet und in das Konzentrationslager Esterwegen gebracht, wo er unter anderem Carl von Ossietzky und Julius Leber begegnete. Finck blieb nur kurz im Konzentrationslager. Die Schauspielerin Käthe Dorsch intervenierte erfolgreich bei Göring, was zeitnah zu seiner Freilassung führte. Finck selbst berichtet wie folgt über seine Entlassung: „Am 1. Juli 1935 wurden wir auf Anordnung Görings, der damit Goebbels offensichtlich eins auswischen wollte, von einem Tag zum anderen aus dem KZ entlassen.“ Vor dem Volksgerichtshof musste er die Kabarettnummer nachspielen, sehr zur Erheiterung der Zuschauer. Er erhielt ein Jahr Arbeitsverbot.

### Kolumnist und Kabarett der Komiker
Schon zu den Olympischen Spielen 1936 schrieb er aber wieder für das Berliner Tageblatt eine mit Wortspielen gespickte Kolumne. Seine Tätigkeit als Kolumnist dieser Zeitung dauerte bis 1938. In der letzten Ausgabe mit Bezug zu den Olympischen Spielen, am 16. August 1936, war zu den Leistungen von Jesse Owens zu lesen: „Wie wird Leni alles aufgenommen haben? (…) Und plötzlich sieht sie’s negativ, wie positiv der Neger lief. Im Negativ werden wir gerächt: Ganz vorn, Meter voraus, läuft der weiße Mann, hintennach kommen die Schwarzen!“
Ab 1937 durfte er wieder im Kabarett der Komiker auftreten, dessen Leiter Willy Schaeffers jedoch 1939 persönlich bei Goebbels den Verzicht auf politische Witze erklären musste, um das Theater zu erhalten. Am 31. Januar 1939 wurde Finck aus der Reichskulturkammer ausgeschlossen.

### Kriegsdienst
Um einer neuerlichen Verhaftung zu entgehen, meldete er sich 1939 freiwillig zum Kriegsdienst und wurde zum Funker ausgebildet. Als Soldat der 23. Infanterie-Division war er in Frankreich, in der Sowjetunion und Italien und erhielt das Eiserne Kreuz 2. Klasse (EK II) und die Medaille Winterschlacht im Osten 1941/42, die Finck mit dem allgemein üblichen Spitznamen „Gefrierfleischorden“ bezeichnete. Werner Finck genoss nach eigener Darstellung als Soldat die Protektion regimekritischer Offiziere, die die von Goebbels gewünschte Entlassung aus der Wehrmacht und Überstellung an die Gestapo verhinderten, er war jedoch 1942 für neun Monate in Untersuchungshaft und trat als Chef der Frontbühne Italien zur Truppenbetreuung in Unterhaltungsprogrammen auf.
Sein persönliches Kriegsende beschrieb er später so: „Ich bin also erstmal auf Schreibstube gegangen und habe gefragt, ob noch was wäre. Und erst als man mir sagte, nein, es hätte sich erledigt, gab ich mich dem wohlverdienten Zusammenbruch hin.“

### Karriere nach 1945
Im Jahr 1945 kam Finck in amerikanische Kriegsgefangenschaft. Er gründete die Zeitschrift Die Fieberkurve für verletzte deutsche Kriegsgefangene und hatte im Kriegsgefangenenlager Mietraching bei Bad Aibling Auftritte vor Kriegsgefangenen. Von 1945 bis 1949 gab er zusammen mit Hans Bayer in Stuttgart Das Wespennest heraus, die erste deutsche satirische Zeitschrift nach dem Zweiten Weltkrieg. 1946 trat Werner Finck im Schmunzelkolleg (München) auf und gründete „Die Schmunzelpartei“. Er gründete bzw. leitete die Kabaretts Nebelhorn in Zürich (1947) und Mausefalle in Stuttgart (1948), wo er erstmals seine Erinnerungen in ein Programm fasste (Kritik der reinen Unvernunft).
Finck tourte in den Folgejahren durch die junge Bundesrepublik Deutschland. In seinem Soloprogramm wollte er der „Zersetzung der Humorlosigkeit im öffentlichen Leben“ den Weg bereiten. 1950 erfolgte in der Berliner Taberna academica die Gründung einer Art von Partei, die sich Radikale Mitte nannte. „Zum Kummer der Gründer musste das Ganze, weil es ja keine Partei sein will, als Verein eingetragen werden. Ziel und Zweck: Entgiftung des politischen Lebens.“ Er trat auf den Bühnen von Theater und Kabarett mit Parolen wie „Gegen Kompromisslosigkeit“, „Für Aufrüstung der Toleranz“ in Erscheinung und wählte die Sicherheitsnadel unter dem Revers des Sakkos als Parteiabzeichen und das weiße Tischtuch als Parteifahne, um gegen den „Ernst der Zeit“ (Adenauer) der deutschen Nachkriegspolitik anzutreten.
Zu den Sympathisanten zählten der damalige Bundespräsident Theodor Heuss und der Autor Robert Adolf Stemmle. 1962 wurde Werner Finck ordentliches Mitglied der Deutschen Akademie der Darstellenden Künste. 1964 folgte sein Programm Bewältigte Befangenheit in der Münchner Lach- und Schießgesellschaft. In zahlreichen Spielfilmen besetzte er Nebenrollen. Sechs Jahre vor seinem Tod erschien 1972 seine Autobiografie Alter Narr – was nun? Im selben Jahr trat er in der Rolle des Gregor in Rainer Werner Fassbinders fünfteiliger Familienserie Acht Stunden sind kein Tag auf.
Werner Finck starb 1978 und wurde auf dem Waldfriedhof in München/Neuer Teil im Grab Nr. 475-UW-8 beigesetzt.

## Bedeutung

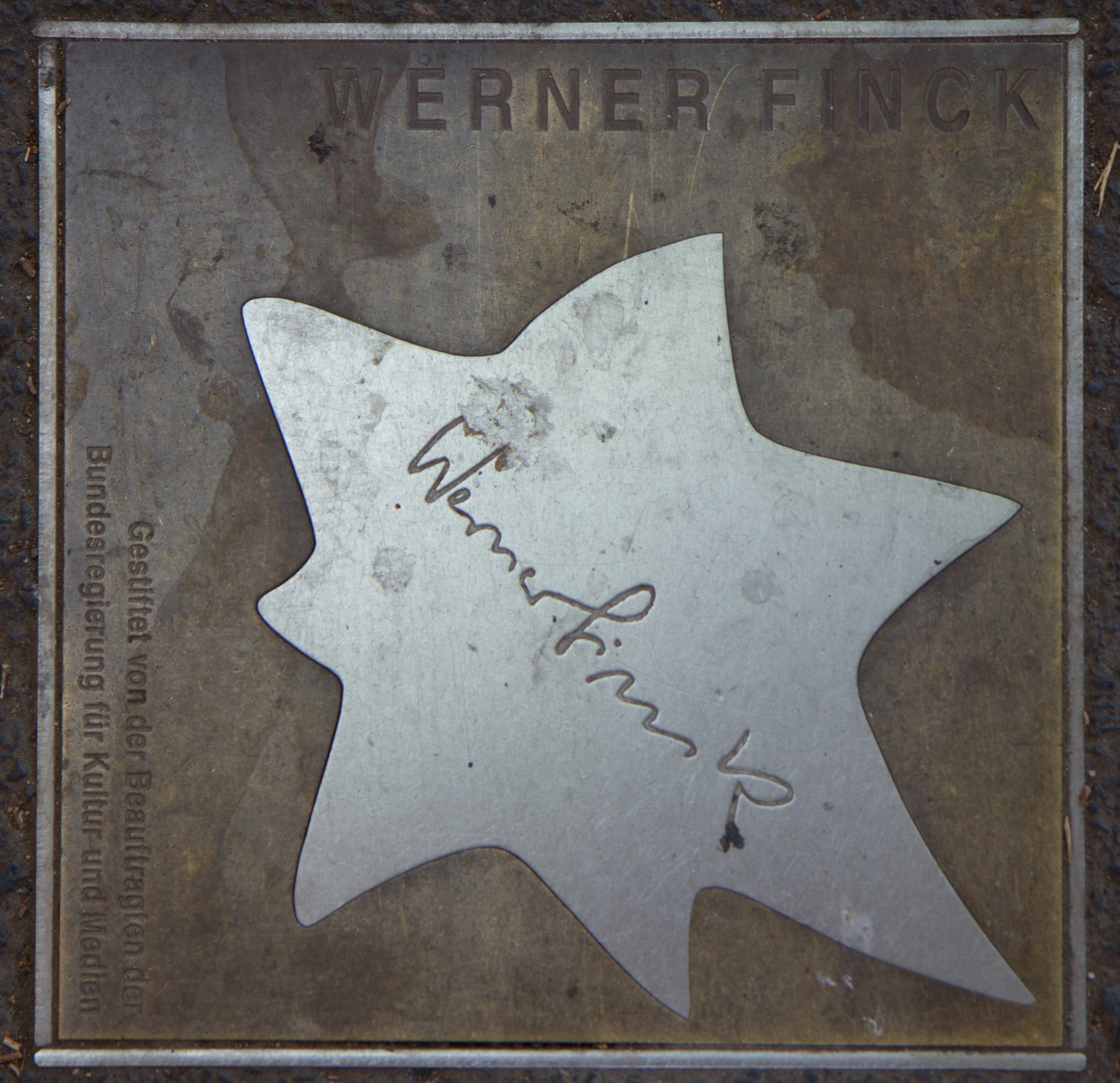
Stern im Walk of Fame des Kabaretts in Mainz

Werner Finck war ursprünglich kein politischer Kabarettist. „Ich bin ein eingefleischter Individualist. Das ist das ganze Problem.“ Erst mit der Katakombe „trat etwas in mein Leben, was ich vorher nicht gekannt hatte: Die Politik. […] Man hat seine Witze von links nach rechts verteilt. […] Man bekam Angst. […] Wenn ich damals gewußt hätte, was man heute weiß: daß das alles nur Mitläufer waren. […] Manche haben sich so gut getarnt, daß sie Gauführer wurden. […] Es gibt also Leute, die behaupten heute, ich wäre gegen die Nazis gewesen. Ich möchte also gleich betonen: Das sind Verleumdungen. Ich denke ja weiter. […] Was ich natürlich zugeben muß, ist etwas anderes: Die Nazis waren gegen mich.“
Werner Finck ist letztlich durch die politische Situation während der Zeit des Nationalsozialismus zu dem bedeutenden Kabarettisten geworden, als der er noch heute bekannt ist. In dieser Zeit perfektionierte er in dem Wunsch, sich den Kopf nicht verbieten zu lassen, ihn aber auch nicht zu verlieren, seine Technik der nicht zu Ende gesprochenen Sätze (Anakoluthe) und Doppeldeutigkeiten und des entlarvenden Wortwörtlichnehmens. „Kommen Sie mit? Oder muss ich mitkommen?“, fragte er die Gestapo-Beamten, die sich in seinen Programmen Notizen machten.
Bertolt Brecht widmete ihm 1947 das Gedicht Eulenspiegel überlebt den Krieg.
Auch in der Bundesrepublik sorgte er für Unwillen, zum Beispiel bei der CSU („Das christliche Bayern kann nur empört sein“).
Werner Finck ist ein Stern im Walk of Fame des Kabaretts gewidmet.

## Auszeichnungen (Auswahl)
- 1958: Kabarettistenring (vom Vorgänger Willy Schaeffers)
- 1966: Schwabinger Kunstpreis[1]
- 1973: Großes Verdienstkreuz der Bundesrepublik Deutschland[24]

## Filmografie
- 1932: Die Wasserteufel von Hieflau
- 1932: Die verliebte Firma
- 1933: Der Läufer von Marathon
- 1933: Der Choral von Leuthen
- 1933: Liebelei
- 1933: Die Fahrt ins Grüne
- 1933: Keine Angst vor Liebe
- 1933: Das Tankmädel
- 1934: Einmal eine große Dame sein
- 1934: Die Freundin eines großen Mannes
- 1934: Der Vetter aus Dingsda
- 1934: Die Liebe siegt
- 1934: Jungfrau gegen Mönch
- 1934: Ferien vom Ich
- 1935: Frischer Wind aus Kanada
- 1935: April, April!
- 1937: Sherlock Holmes
- 1937: Die glücklichste Ehe der Welt
- 1937: Die unentschuldigte Stunde
- 1937: Der Landstreicher
- 1937: La Habanera
- 1938: Das Mädchen von gestern Nacht
- 1938: Die Umwege des schönen Karl
- 1948: Film ohne Titel
- 1950: Meine Nichte Susanne
- 1950: Es begann um Mitternacht
- 1951: Die Frauen des Herrn S.
- 1951: Es geht nicht ohne Gisela
- 1954: Stärker als die Nacht
- 1955: Lola Montez
- 1955: Hanussen
- 1956: Ich und meine Schwiegersöhne
- 1956: Lumpazivagabundus
- 1956: Heute heiratet mein Mann
- 1957: Die Zürcher Verlobung
- 1957: Viktor und Viktoria
- 1957: Maya
- 1957: Der müde Theodor
- 1957: Heiraten verboten
- 1957: Die Zwillinge vom Zillertal
- 1958: Gangsterjagd in Lederhosen
- 1958: Vater, Mutter und neun Kinder
- 1959: Und das am Montagmorgen
- 1959: Labyrinth
- 1959: Rosen für den Staatsanwalt
- 1959: Mein Schatz, komm mit ans blaue Meer
- 1960: Der letzte Fußgänger
- 1960: Mal drunter – mal drüber
- 1960: Im weißen Rößl
- 1960: Sturm im Wasserglas
- 1961: Was macht Papa denn in Italien?
- 1961: Es muß nicht immer Kaviar sein
- 1961: Liebe mit zwanzig (L’amour à vingt ans)
- 1962: Zwei Bayern in Bonn
- 1968: Der Partyphotograph
- 1968: Quartett im Bett
- 1969: Klassenkeile
- 1969: Hurra, die Schule brennt!
- 1972: Van der Valk und das Mädchen (Fernsehfilm, Regie Peter Zadek)
- 1972: Acht Stunden sind kein Tag (Fernsehproduktion Rainer Werner Fassbinder)

## Hörspiele
- 1947: Fred Wiesen: Die Geheimen (Sprecher) – Regie: Alfred Vohrer (Hörspiel – SDR)

## Buchveröffentlichungen
- Neue Herzlichkeit. K. Nierendorf, Berlin 1931.
- Das Kautschbrevier. Herbig, Berlin 1938.
- Kavaliere, Käuze, Kerle: Ein Kabarettbuch. Siegel, Frankfurt a. M. 1947.
- Aus der Schublade: Bekanntes und weniger Bekanntes. Herbig, Berlin 1948.
- Orpheus in der Unterwelt (mit Wilhelm Meissner-Ruland). Steegemann, Berlin 1949.
- Finckenschläge. Herbig, Berlin 1953; Rastatt 1981, ISBN 3-8118-4804-6; Reinbek 1978, ISBN 3-499-11832-7.
- Witz als Schicksal, Schicksal als Witz: Ein deutsches Bilderbuch zu Nutz und Frommen, Punkt (mit Klaus Budzinski). v. Schröder, Hamburg 1966.
- Werner Finck in Amerika. Scherz, Bern, München, Wien 1966.
- Alter Narr – was nun? Die Geschichte meiner Zeit. Herbig, München, Berlin 1972. ISBN 3-7766-0589-8; München 1975, ISBN 3-423-01044-4; Frankfurt/M., Berlin 1992, ISBN 3-548-22997-2.
- Zwischen den „Stühlen“. Hyperion, Freiburg im Breisgau 1973.
- Übrigens viel Spaß. Satiren aus aller Welt (Vorwort). Fackelträger, Hannover 1973, ISBN 3-7716-1353-1.
- Der brave Soldat Finck. Herbig, München, Berlin 1975, ISBN 3-7766-0723-8.
- Zwischendurch. Ernste Versuche mit dem Heiteren. Herbig, München, Berlin 1975, ISBN 3-7766-0734-3; Frankfurt am Main 1980, ISBN 3-596-21845-4.
- Stich-Worte: zum Vor-, Nach- und Zuschlagen. Herbig, München, Berlin 1982, ISBN 3-7766-1199-5.
- Spaßvogel – Vogelfrei. Ullstein, Berlin 1991, ISBN 3-548-22923-9.

## Tonträger
- Das klingendes Horoskop – Schütze. Polydor 24122 (1959, Schallplatte)
- Werner Finck spricht Werner Finck. DECCA DSF 13507 „Wort und Stimme“ (Schallplatte)
- Phantasie in Doll und andere Finckenschläge. Teldec, Hamburg (1960, Schallplatte)
- Finckenschläge. Telefunken/Decca C-119 Dt. Schallplattenclub (196?, 10″-Schallplatte, B-Seite: Robert T. Odemann)
- Der brave Soldat schweigt. Polydor HI-FI 46595 (1963, Schallplatte)
- Sein Kampf – bewältigte Befangenheit. Polydor Literarische Kleinkunst 47803 (1964, Schallplatte)
- USA, USA usw., usw. Polydor Literarische Kleinkunst 237822 (1966, Schallplatte)
- Am besten nichts Neues: Live-Mitschnitt eines Werner Finck-Soloabends im Österreichischen Fernsehen. Metronome 201.002; OE: Amadeo AVRS 9240, Wien (1967, Schallplatte)
- Alter Narr – was nun?. (Live-Aufnahme) Ariola 87095 IW (1972, Schallplatte)
- Sire, geben Sie Gedanken…. (Live-Aufnahme) Fontana 6434 152 (197?, Schallplatte)
- Die zweite Scheibe Schütten Oesterwind Brot. (1974, Werbe-Schallplatte)
- Kraft durch Freunde. Euromaster 786 (1976, Schallplatte)
- Werner Finck: ein Porträt (von Karin Köbernick). hrMedia, Frankfurt am Main 2001, 1 CD, ISBN 3-89844-215-2
- Aufgehobene Rechte: Kabarett aus der Katakombe; aus dem Nachlaß Werner Fincks in der Stiftung Deutsches Kabarettarchiv e. V. Patmos, Düsseldorf 2002, 1 CD, ISBN 3-491-91114-1[25]
- Alter Narr – was nun?. Herbig, München 2002, 1 CD, ISBN 3-7844-4008-8[26]

## Nachlass
Der schriftliche Nachlass von Werner Finck liegt im Literaturarchiv der Monacensia im Hildebrandhaus.

## Filmdokumentationen
- Genie und Narr: Werner Finck. Deutsche Fernsehdokumentation von Jürgen Miermeister. Erstausstrahlung: 2. Mai 2002, ca. 45 Minuten
- Heil Hitler, das Schwein ist tot! – Humor unterm Hakenkreuz. Deutsche Fernsehdokumentation von Rudolph Herzog. 2006, ca. 45 Minuten